# Pallamano ai Giochi della XXVI Olimpiade - Torneo maschile
Il torneo maschile di pallamano ai Giochi della XXVI Olimpiade si è svolto dal 24 luglio al 4 agosto 1996 ed è stato ospitato dalla sala G del Georgia World Congress Center (GWCC) di Atlanta, mentre la finale è stata disputata al Georgia Dome.
La medaglia d'oro è stata vinta per la prima volta dalla Croazia, che in finale ha superato la Svezia per 27-26. La medaglia di bronzo è andata alla Spagna, che nella finale per il terzo posto ha sconfitto la Francia.
La finale mise di fronte le prime due classificate nel girone A, che vide la Svezia concludere al primo posto a punteggio pieno davanti alla Croazia. Nel girone B la Francia, campione mondiale in carica, e Spagna chiusero a pari punti, ma il primo posto andò ai francesi che avevano vinto lo scontro diretto. In semifinale gli svedesi superarono gli spagnoli, che schieravano tra le loro file il campione olimpico del 1992 Talant Dujšebaev; mentre l'altra sfida mise di fronte le finaliste del campionato mondiale 1995, coi croati che si presero la rivincita sui francesi. La finale vide la Croazia prendere un buon margine sulla Svezia già nel primo tempo, chiusosi sul 16-11, ma gli svedesi recuperarono lo svantaggio, ma non sufficiente a raggiungere i croati, che vinsero di un punto per 27-26. Per la Croazia questo fu il primo oro olimpico della sua storia non solo nella pallamano, ma in tutti i Giochi olimpici.

## Formato
Le dodici squadre partecipanti sono state inserite in un due gironi da sei squadre ciascuno, e ciascuna squadra affronta tutte le altre del girone per un totale di cinque giornate. La classifica finale dei gironi determinava gli accoppiamenti per le finali per i piazzamenti. Le prime due classificate accedevano alle semifinali e poi alle finali per l'assegnazione delle medaglie, mentre le classificate dal terzo al sesto posto accedevano alle finali per i piazzamenti.

## Squadre partecipanti
|                                   | Data                          | Sede      | Posti | Qualificate                                            |
| --------------------------------- | ----------------------------- | --------- | ----- | ------------------------------------------------------ |
| Paese organizzatore               |                               |           | 1     | Stati Uniti                                            |
| Campionato mondiale 1995          | 7-21 maggio 1995              | Islanda   | 7     | Francia Croazia Svezia Germania Russia Egitto Svizzera |
| Campionato europeo 1996           | 24 maggio - 2 giugno 1996     | Spagna    | 1     | Spagna                                                 |
| Campionato asiatico 1995          | 25 settembre - 6 ottobre 1995 | Kuwait    | 1     | Kuwait                                                 |
| Campionato panamericano 1995      | 11-25 marzo 1995              | Argentina | 1     | Brasile                                                |
| Torneo africano di qualificazione | 7-12 ottobre 1995             | benin     | 1     | Algeria                                                |
| Totale                            |                               |           | 12    |                                                        |

## Fase a gironi

### Girone A

#### Classifica
| Pos. | Squadra     | Pt | G | V | N | P | GF  | GS  | DR  |
| ---- | ----------- | -- | - | - | - | - | --- | --- | --- |
| 1.   | Svezia      | 10 | 5 | 5 | 0 | 0 | 131 | 94  | +37 |
| 2.   | Croazia     | 8  | 5 | 4 | 0 | 1 | 132 | 122 | +10 |
| 3.   | Russia      | 6  | 5 | 3 | 0 | 2 | 137 | 106 | +31 |
| 4.   | Svizzera    | 4  | 5 | 2 | 0 | 3 | 126 | 115 | +11 |
| 5.   | Stati Uniti | 2  | 5 | 1 | 0 | 4 | 111 | 142 | -31 |
| 6.   | Kuwait      | 0  | 5 | 0 | 0 | 5 | 100 | 158 | -58 |

#### Risultati
| Atlanta 24 luglio 1996, ore 10:00 | Russia | 32 – 20 (18-10) | Kuwait | Sala G del GWCC |

| Atlanta 24 luglio 1996, ore 14:30 | Croazia | 23 – 22 (12-14) | Svizzera | Sala G del GWCC |

| Atlanta 24 luglio 1996, ore 19:00 | Svezia | 23 – 19 (11-9) | Stati Uniti | Sala G del GWCC |

| Atlanta 25 luglio 1996, ore 10:00 | Kuwait | 22 – 31 (11-16) | Croazia | Sala G del GWCC |

| Atlanta 25 luglio 1996, ore 14:30 | Svizzera | 19 – 26 (8-14) | Svezia | Sala G del GWCC |

| Atlanta 25 luglio 1996, ore 20:45 | Russia | 31 – 16 (16-9) | Stati Uniti | Sala G del GWCC |

| Atlanta 27 luglio 1996, ore 11:45 | Svizzera | 33 – 16 (18-8) | Kuwait | Sala G del GWCC |

| Atlanta 27 luglio 1996, ore 14:30 | Svezia | 22 – 20 (11-11) | Russia | Sala G del GWCC |

| Atlanta 27 luglio 1996, ore 19:00 | Croazia | 35 – 27 (20-9) | Stati Uniti | Sala G del GWCC |

| Atlanta 29 luglio 1996, ore 11:45 | Svezia | 33 – 18 (16-7) | Kuwait | Sala G del GWCC |

| Atlanta 29 luglio 1996, ore 16:15 | Russia | 24 – 25 (13-11) | Croazia | Sala G del GWCC |

| Atlanta 29 luglio 1996, ore 20:45 | Stati Uniti | 20 – 29 (9-12) | Svizzera | Sala G del GWCC |

| Atlanta 31 luglio 1996, ore 11:45 | Russia | 30 – 23 (14-11) | Svizzera | Sala G del GWCC |

| Atlanta 31 luglio 1996, ore 14:30 | Croazia | 18 – 27 (7-10) | Svezia | Sala G del GWCC |

| Atlanta 31 luglio 1996, ore 20:45 | Kuwait | 24 – 29 (10-13) | Stati Uniti | Sala G del GWCC |

### Girone B

#### Classifica
| Pos. | Squadra  | Pt | G | V | N | P | GF  | GS  | DR  |
| ---- | -------- | -- | - | - | - | - | --- | --- | --- |
| 1.   | Francia  | 8  | 5 | 4 | 0 | 1 | 145 | 114 | +31 |
| 2.   | Spagna   | 8  | 5 | 4 | 0 | 1 | 114 | 97  | +17 |
| 3.   | Egitto   | 6  | 5 | 3 | 0 | 2 | 113 | 103 | +10 |
| 4.   | Germania | 6  | 5 | 3 | 0 | 2 | 121 | 112 | +9  |
| 5.   | Algeria  | 1  | 5 | 0 | 1 | 4 | 95  | 117 | -22 |
| 6.   | Brasile  | 1  | 5 | 0 | 1 | 4 | 100 | 145 | -45 |

#### Risultati
| Atlanta 24 luglio 1996, ore 11:45 | Francia | 27 – 25 (10-9) | Spagna | Sala G del GWCC |

| Atlanta 24 luglio 1996, ore 16:15 | Egitto | 19 – 16 (7-9) | Algeria | Sala G del GWCC |

| Atlanta 24 luglio 1996, ore 20:45 | Germania | 30 – 20 (12-7) | Brasile | Sala G del GWCC |

| Atlanta 25 luglio 1996, ore 11:45 | Algeria | 22 – 33 (10-13) | Francia | Sala G del GWCC |

| Atlanta 25 luglio 1996, ore 16:15 | Spagna | 22 – 20 (11-10) | Germania | Sala G del GWCC |

| Atlanta 25 luglio 1996, ore 19:00 | Brasile | 20 – 31 (10-15) | Egitto | Sala G del GWCC |

| Atlanta 27 luglio 1996, ore 10:00 | Spagna | 20 – 14 (12-5) | Algeria | Sala G del GWCC |

| Atlanta 27 luglio 1996, ore 16:15 | Germania | 22 – 24 (9-11) | Egitto | Sala G del GWCC |

| Atlanta 27 luglio 1996, ore 20:45 | Francia | 37 – 23 (16-10) | Brasile | Sala G del GWCC |

| Atlanta 29 luglio 1996, ore 10:00 | Egitto | 20 – 25 (9-12) | Francia | Sala G del GWCC |

| Atlanta 29 luglio 1996, ore 14:30 | Germania | 25 – 23 (13-12) | Algeria | Sala G del GWCC |

| Atlanta 29 luglio 1996, ore 19:00 | Brasile | 17 – 27 (10-12) | Spagna | Sala G del GWCC |

| Atlanta 31 luglio 1996, ore 10:00 | Egitto | 19 – 20 (8-11) | Spagna | Sala G del GWCC |

| Atlanta 31 luglio 1996, ore 16:15 | Francia | 23 – 24 (10-12) | Germania | Sala G del GWCC |

| Atlanta 31 luglio 1996, ore 19:00 | Algeria | 20 – 20 (9-11) | Brasile | Sala G del GWCC |

## Fase finale

### Tabellone
|  | Semifinali | Semifinali | Semifinali |         |        | Finale             | Finale             | Finale             |  |
|  |            |            |            |         |        |                    |                    |                    |  |
|  | Svezia     | Svezia     | 25         |         |        |                    |                    |                    |  |
|  | Svezia     | Svezia     | 25         |         |        |                    |                    |                    |  |
|  | Spagna     | Spagna     | 20         |         |        |                    |                    |                    |  |
|  | Spagna     | Spagna     | 20         |         | Svezia | Svezia             | 26                 |                    |  |
|  |            |            |            |         | Svezia | Svezia             | 26                 |                    |  |
|  |            |            | Croazia    | Croazia | 27     |                    |                    |                    |  |
|  | Francia    | Francia    | Croazia    | Croazia | 27     | 20                 |                    |                    |  |
|  | Francia    | Francia    |            |         |        | 20                 |                    |                    |  |
|  | Croazia    | Croazia    | 24         |         |        | Finale terzo posto | Finale terzo posto | Finale terzo posto |  |
|  | Croazia    | Croazia    | 24         |         |        |                    |                    |                    |  |
|  |            |            |            |         |        |                    |                    |                    |  |
|  |            |            |            |         |        | Spagna             | Spagna             | 27                 |  |
|  |            |            |            |         |        | Spagna             | Spagna             | 27                 |  |
|  |            |            |            |         |        | Francia            | Francia            | 25                 |  |

### Semifinali
| Atlanta 2 agosto 1996, ore 16:15 | Svezia | 25 – 20 (11-12) | Spagna | Sala G del GWCC |

| Atlanta 2 agosto 1996, ore 20:45 | Francia | 20 – 24 (8-12) | Croazia | Sala G del GWCC |

### Finale 11º posto
| Atlanta 2 agosto 1996, ore 10:00 | Kuwait | 25 – 31 (13-16) | Brasile | Sala G del GWCC |

### Finale 9º posto
| Atlanta 2 agosto 1996, ore 11:30 | Algeria | 26 – 27 (d.t.s.) (12-10; 22-22) | Stati Uniti | Sala G del GWCC |

### Finale 7º posto
| Atlanta 2 agosto 1996, ore 14:30 | Svizzera | 16 – 23 (10-12) | Germania | Sala G del GWCC |

### Finale 5º posto
| Atlanta 2 agosto 1996, ore 19:00 | Egitto | 26 – 29 (11-15) | Russia | Sala G del GWCC |

### Finale 3º posto
| Atlanta 4 agosto 1996, ore 11:00 | Spagna | 27 – 25 (13-12) | Francia | Sala G del GWCC |

### Finale
| Atlanta 4 agosto 1996, ore 12:45 | Svezia | 26 – 27 (11-16) [35 000 referto] | Croazia | Georgia Dome |

## Classifica finale
| Pos | Squadre     |
| --- | ----------- |
|     | Croazia     |
|     | Svezia      |
|     | Spagna      |
| 4   | Francia     |
| 5   | Russia      |
| 6   | Egitto      |
| 7   | Germania    |
| 8   | Svizzera    |
| 9   | Stati Uniti |
| 10  | Algeria     |
| 11  | Brasile     |
| 12  | Kuwait      |

## Podio
| Oro | Argento | Bronzo |
| Croazia | Svezia | Spagna |
| Patrik Ćavar Valner Franković Slavko Goluža Bruno Gudelj Vladimir Jelčić Božidar Jović Nenad Kljaić Venio Losert Valter Matošević Zoran Mikulić Alvaro Načinović Goran Perkovac Iztok Puc Zlatko Saračević Irfan Smajlagić Vladimir Šujster | Magnus Andersson Robert Andersson Per Carlén Martin Frändesjö Erik Hajas Robert Hedin Andreas Larsson Ola Lindgren Stefan Lovgren Mats Olsson Staffan Olsson Johan Petersson Tomas Svensson Tomas Sivertsson Pierre Thorsson Magnus Wislander | Talant Dujšebaev Salvador Esquer Aitor Etxaburu Jesús Fernández Jaume Fort Mateo Garralda Raúl González Rafael Guijosa Fernando Hernández José Javier Hombrados Demetrio Lozano Jordi Núñez Jesús Olalla Juan Pérez Iñaki Urdangarín Alberto Urdiales |

## Statistiche

### Classifica marcatori
| Pos. | Nome               | Nazionale | Reti | Tiri |
| ---- | ------------------ | --------- | ---- | ---- |
| 1    | Patrik Ćavar       | Croazia   | 43   | 60   |
| 2    | Stéphane Stoecklin | Francia   | 36   | 68   |
| 3    | Frédéric Volle     | Francia   | 35   | 58   |
| 3    | Marc Baumgartner   | Svizzera  | 35   | 71   |
| 5    | Alberto Urdiales   | Spagna    | 31   | 47   |
| 5    | Irfan Smajlagić    | Croazia   | 31   | 48   |
| 7    | Valerij Gopin      | Russia    | 30   | 42   |
| 7    | Erik Hajas         | Svezia    | 30   | 42   |
| 7    | Pierre Thorsson    | Svezia    | 30   | 42   |

## Premi individuali
Migliori giocatori del torneo.
| Ruolo            | Giocatore           |
| ---------------- | ------------------- |
| Portiere         | Mats Olsson         |
| Ala sinistra     | Patrik Ćavar        |
| Terzino sinistro | Frédéric Volle      |
| Centrale         | Magnus Andersson    |
| Terzino destro   | Stéphane Stoecklin  |
| Ala destra       | Irfan Smajlagić     |
| Pivot            | Dimitrij Torgovanov |